# Wyn Jones
Owain Tomos Wyn Jones (Carmarthen, 26 febbraio 1992) è un rugbista a 15 britannico, internazionale per il Galles, che gioca nel ruolo di pilone negli Scarlets.

## Biografia
Wyn Jones iniziò a giocare a livello giovanile nel Llandovery e nel 2013 entrò a far parte degli Scarlets, con cui cominciò a disputare le prime partite nel Pro12. Con il suo club vinse il Pro12 2016-17 nello stesso anno in cui divenne pilone titolare, e le sue prestazioni gli valsero nel giugno 2017 la convocazione nel Galles, giocando contro Tonga e Samoa durante il tour nel Pacifico. Warren Gatland lo selezionò per disputare la Coppa del Mondo di rugby 2019 e Jones giocò da titolare in cinque delle sette partite disputate in totale dalla nazionale gallese, che concluse la competizione al quarto posto.

## Palmarès
- Pro12: 1
Scarlets: 2016-17